# Gilgamesh (gruppo musicale)
I Gilgamesh sono stati un gruppo progressive rock formatosi nel 1972 e guidato dal tastierista Alan Gowen, facenti parte della scena di Canterbury.

## Storia
La formazione originale dei Gilgamesh era composta da Alan Gowen, Mike Travis, Jeff Clyne e Alan Wakeman (al sassofono). Il gruppo subisce però nel 1973 una piccola modifica: entrano il chitarrista Phil Lee e Neil Murray al basso.
Nel 1975 i Gilgamesh ottengono un contratto con una casa discografica che faceva parte della Virgin, la Caroline Records. Così lo stesso anno incidono l'album, omonimo, che vedeva Dave Stewart (all'epoca negli Hatfield and the North) in qualità di co-produttore.
Gowen e Stewart diventano presto amici e cominciano a progettare una possibile collaborazione in futuro. Così a seguito dello scioglimento degli Hatfield and the North, i due decidono di accantonare il progetto Gilgamesh (tanto che viene annullato un tour in Scozia), e formano così i National Health.
Nel 1977 però, dopo aver lasciato i National Health, Gowen riforma il gruppo che vede Lee, il batterista Trevor Tomkins e Hugh Hopper al basso. Un anno dopo esce il secondo album Another Fine Tune You've Got Me Into. Ma i Gilgamesh ormai sono destinati a finire: Gowen morì infatti pochi anni dopo, nel 1981.
Nel 2000 venne pubblicato dalla Cuneiform Records un archivio con dei nastri inediti, di registrazioni e di sessioni del 1974-75.

## Discografia
- Gilgamesh (album) (1975, Caroline Records)
- Another Fine Tune You've Got Me Into (1978, Charly Records)
- Arriving Twice (2000, Cuneiform Records)

## Filmografia
- 2015 – Romantic Warriors III: Canterbury Tales